# Mauvezin-de-Sainte-Croix
Mauvezin-de-Sainte-Croix är en kommun i departementet Ariège i regionen Occitanien i södra Frankrike. Kommunen ligger  i kantonen Sainte-Croix-Volvestre som ligger i arrondissementet Saint-Girons. År 2022 hade Mauvezin-de-Sainte-Croix 52 invånare.

## Befolkningsutveckling
Antalet invånare i kommunen Mauvezin-de-Sainte-Croix
Referens: INSEE